# هيلتون (نيويورك)
هيلتون (بالإنجليزية: Hilton, New York)‏ هي منطقة سكنية تقع في الولايات المتحدة في نيويورك (ولاية). يقدر عدد سكانها بـ 5,886 نسمة .